# Total Balalaika Show
Total Balalaika Show ist ein Dokumentarfilm von Aki Kaurismäki über ein Konzert der Leningrad Cowboys und des Alexandrow-Ensembles der Roten Armee am 12. Juni 1993 in Helsinki mit circa 70000 Besuchern.
Der Film ist in folgende Teile gegliedert:
1. Der Film beginnt mit der Vertragsunterzeichnung am 29. Mai 1993 in Moskau.
2. Volga Boatmen, mit den Stücken Finlandia, Let’s Work Together und The Volga Boatmen’s Song
3. Happy Together
4. Delilah
5. Knockin’ on Heaven’s Door
6. Oh, Field
7. Kalinka
8. Gimme All Your Lovin’
9. Jewelry Box
10. Sweet Home Alabama
11. Dark Eyes
12. Those Were The Days

Der Dokumentarfilm erschien 2002 auch als DVD. Das Bonusmaterial der DVD enthält zusätzlich 5 Videoclips der Leningrad Cowboys mit den Titeln Rocky VI, Thru The Wire, L. A. Woman, Those Were The Days und These Boots.